# Гадерський потік
Гадерський потік (словац. Gaderský potok) — річка в Словаччині; права притока Блатницького потоку. Протікає в окрузі Мартін.
Довжина — 16.5 км. У верхній течії творить Гадерську долину. Витікає в масиві Мала Фатра на висоті 1365 метрів. Впадає потік  Селенець.
Протікає селом  Блатниця. Впадає у Турієц на висоті 495 метрів.